# Over the Top (Cozy Powell)
Over the Top è un album del batterista britannico Cozy Powell, pubblicato dalla Polydor nel 1979. È stato il suo primo album da solista e ha visto la partecipazione di molti musicisti famosi, che hanno suonato al suo fianco.

## Tracce

### Lato A
1. Theme One – 3:36 (George Martin)
2. Killer – 7:16 (Don Airey)
3. Heidi Goes to Town – 2:57 (Powell-Airey)
4. El Sid – 5:09 (Bernie Marsden)

### Lato B
1. Sweet Poison – 8:24 (Max Middleton)
2. The Loner – 4:50 (Max Middleton) – Omaggio a Jeff Beck
3. Over the Top – 8:39 (Powell-Airey) – Include l'Ouverture 1812 (Tchaikovsky)

## Musicisti
- Cozy Powell - batteria
- Gary Moore - chitarra (traccia A2)
- Clem Clempson - chitarra (tracce B1 e B2)
- Bernie Marsden - chitarra (traccia A4)
- Jack Bruce - basso
- Don Airey - tastiere (escl. traccia B2)
- Max Middleton - tastiere (traccia B2)

## Crediti
- Prodotto e ingegnerizzato da Martin Birch. Masterizzato da Ian Cooper degli Utopia Sound Studios
- Operazioni su nastro: Lou Broglia e Alan Douglas
- Registrato agli studi The Town House di Londra (traccia A2) e Central Sound di Manchester
- Mixato allo studio The Town House
- Tutti i brani sono arrangiati da Don Airey
- Fotografia: Bob Carlos Clarke
- Direzione artistica e artwork: Ian Murray/Acrobat Design Ltd.
- Disegno copertina: Cozy Powell
- Max Middleton appare per gentile concessione Epic Records.
- Gary Moore appare per gentile concessione MCA Records.
- Bernie Marsden appare per gentile concessione United Artists Records.
- Cozy Powell appare per gentile concessione Swindon Town Football Club.
- Un particolare grazie a: Roger Glover, Neil Murray, Tchaikovsky, Terry Yeardon e Silverstone.
- Co-ordinamento: Bobby Adcok (LFC)
- Management: Bruce Payne
- Batteria Yamaha e piatti Paiste, per il signor Powell.
- Quest'album è stato registrato senz'alcuna rete di sicurezza.
- Testi allegati. (Questa dichiarazione è stata ironica, perché Over the Top è un album interamente strumentale)